# ЦУМ (Киев)
Центральный универсальный магазин Киева (укр. Центральний універсальний магазин Києва), сокращённо ЦУМ, —  универмаг в центральной части Киева, расположенный на перекрестке улиц Богдана Хмельницкого и Крещатик. Построен в стиле ар-деко в 1936—1939 годах, реконструирован с сохранением исторического фасада в неизменном виде в 2012—2016 годах. 

## История
Участок, на котором расположен универмаг, образован из двух усадебных владений: № 42 на Крещатике и № 44/2 на углу Крещатика и современной ул. Б. Хмельницкого (в то время — ул. Фундуклеевская).

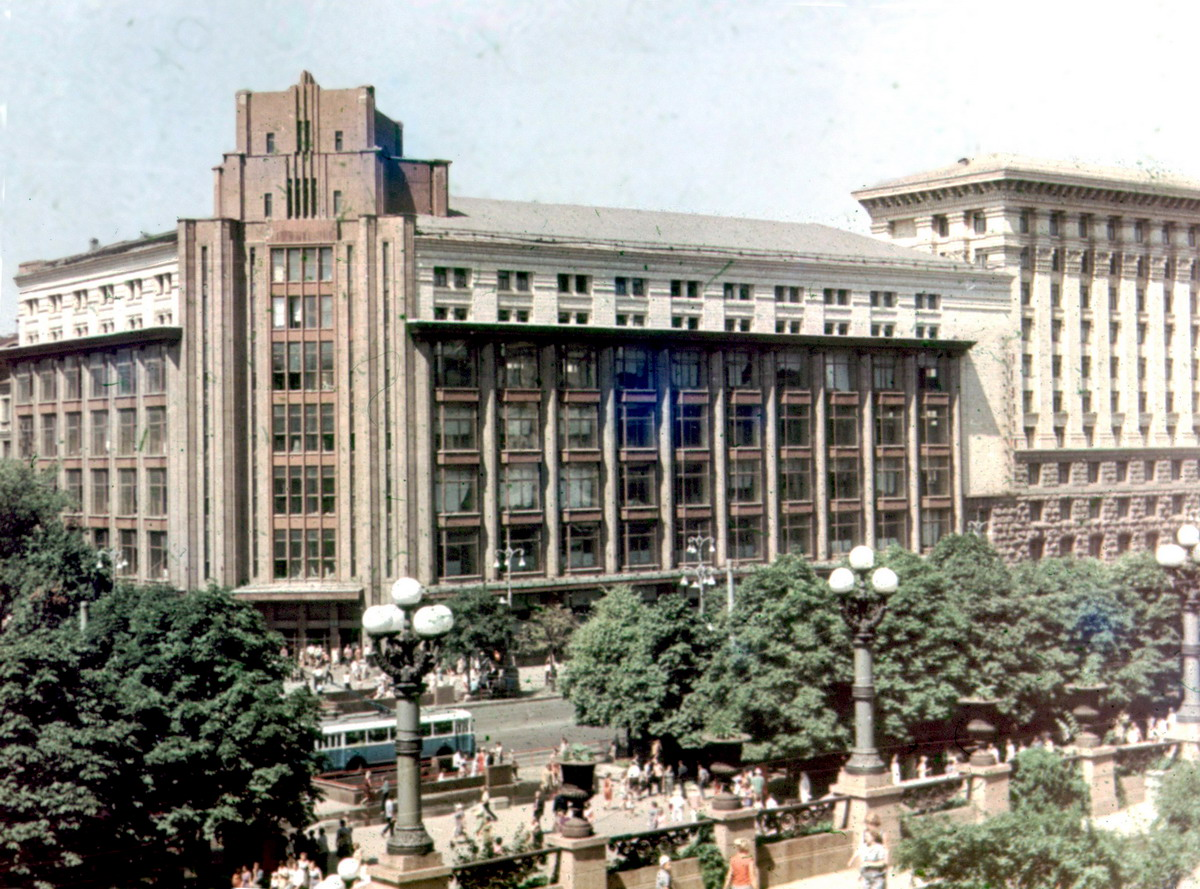
ЦУМ, 1973 год

Последним владельцем усадьбы № 42 на Крещатике был известный австрийский коммерсант А. Шанцер, владелец нескольких кинотеатров в центре города. Застройка усадьбы состояла из кирпичного трёхэтажного нежилого здания, в котором содержались, в частности, немецкий клуб, концертный зал, склады, клуб общества кадровых офицеров; кирпичного флигеля во дворе и одноэтажного флигеля, в котором размещались типография «Криница», склад кинофильмов и т. д.
Угловой участок № 44/2 с середины XIX века (1850—1860-е годы) принадлежал А. Шедель, жене иностранного подданного. Основная часть этой плотно застроенной Г-образной в плане усадьбы тянулась вдоль ул. Фундуклеевской, до современного дома № 6. В 1882—1883 годах на ул. Фундуклеевской планировалось возвести четырёхэтажный кирпичный дом, проект которого выполнил архитектор В. Сычугов. По проекту — это Г-образное в плане сооружение, декорированное в упрощённых неоренессансных формах. Угловую усадьбу А. Шедель продала киевскому купцу и благотворителю Я. Бернеру. Первый этаж дома занимали в 1910-х годах исключительно магазины. В части помещений располагался отель «Невский», в части — частный исторический и научно-анатомический музей, парикмахерская и т. д. Расположенный в зоне наивысшей в городе торгово-коммерческой активности доходный дом А. Шедель представлял собой типичную для капиталистического города разновидность полифункционального доходного сооружения. После национализации частного имущества в 1920-е годы в доме № 44/2 размещались многочисленные учреждения и организации, магазины, часть помещений была жилой. Отдельные помещения третьего и четвёртого этажей занимала трудовая школа № 52. Здание снесено в конце 1920-х годов. Некоторое время место оставалось незастроенным.
В 1931 году по проекту Киевского филиала Главпроекта на угловом участке развернулось строительство так называемого «Дома учреждений № 2». Его проект выполнили в 1930 году архитекторы Киевглавпроекта в характерных конструктивистских формах. Выразительная лаконичная объёмно-пространственная композиция здания представляла собой два сблокированных под прямым углом контрастных разновысоких объёма — семиэтажный на ул. Ленина (ныне ул. Б. Хмельницкого) с закруглённой башнеобразной угловой частью «врезался» в прямоугольный зальный застеклённый объём на ул. Воровского (ныне Крещатик).
В 1933 году планировалось перепрофилировать дом учреждений в жилой. При этом было решено разделить здание на два отдельных корпуса на улицах Ленина и Воровского. Первой очередью строительства определили жилой дом на ул. Воровского, который должны были ввести в эксплуатацию в 1934 году. Но эта программа не была реализована.
После переноса в 1934 году столицы Украины из Харькова в Киев и изменения статуса города, возникла потребность в дополнительных служебных помещениях для учреждений и организаций республиканского уровня. Поэтому работы по возведению Дома учреждений были возобновлены, но функция сооружения изменена — в нём планировали разместить государственные издательства Украины. Соответственно здание получило название «Дом книги». Проект был практически полностью реализован — сооружение было доведено до крыши. Однако руководство республики признало целесообразным в третий раз перепрофилировать здание, приспособив его под крупное универсальное торговое заведение. Одновременно были подвергнуты критике архитектурные формы «Дома книги». Отмечалось, что дом, «врезаясь углом в тротуар, мешает движению и создаёт скученность в месте пересечения двух основных магистралей города». Уже почти доведённое до завершения здание решили реконструировать.
16 декабря 1934 года на совещании у главы Киевгорсовета был рассмотрен вопрос реконструкции здания под универмаг по проекту, разработанному архитекторами Второй государственной проектной мастерской Московского совета депутатов трудящихся Л. Мецояном и Д. Фридманом под руководством академика архитектуры А. Щусева. К проекту был высказан ряд критических замечаний.
Второй эскизный проект переоформления «Дома книги» выполнили киевские архитекторы И. Каракис, Л. Киселевич и Н. Холостенко. Этот проект предусматривал создание только одного главного фасада в сторону ул. Воровского, который на уровне первого—второго этажей членился пилонами, завершёнными аллегорическими скульптурами. Проект также был отклонён как не отвечающий поставленным задачам.
Постановлением СНК УССР от 21 января 1935 года земельный участок на углу улиц передан для сооружения универмага Укоопсоюза. Строительство должно было начаться не позднее 1 января 1936 года. Одновременно постановлением Киевского городского совета от 19 марта 1935 года был утверждён к исполнению переработанный проект универмага Д. Фридмана и Л. Мецояна. Коллизии вокруг проектного решения, приведшие к беспрецедентному сносу почти законченного 7-этажного здания, были обусловлены в значительной степени изменениями в стилевом развитии советской архитектуры и её идейно-смысловом наполнении. Первоначальное конструктивистское решение признано несовершенным, тогда как последующие проекты, выполненные на ордерной основе в формах так называемого сталинского ампира, больше соответствовали новой образности архитектуры предвоенной эпохи.
Архитекторы Д. Фридман и Л. Мецоян создали несколько вариантов проекта универмага. Первый из них имел срезанную на крыше часть и фасады, оформленные большим ордером во всю высоту здания. Он представлял парадное решение важного градостроительного узла благодаря чёткости симметрично-осевой композиции, монументально трактованным крупномасштабным ордерным формам, членению главного входа скульптурной композицией.
Второй вариант проекта сохранил ту же планово-пространственную схему, но в нём вместо колонн использованы пилястры, что создаёт в целом более сдержанный эффект. Разрушив новое здание, городская власть оставила рядом здание типографии на Крещатике, 42. В результате этого пришлось переделывать проект мастерской академика А. Щусева и «сжать здание». Под универмаг отвели ограниченную территорию — только часть углового участка, в результате чего здание было лишено подсобных помещений.
Новое универсальное торговое заведение на Крещатике в то время было уже третьим крупным универмагом на центральной улице (после Бессарабского крытого рынка и универсального магазина в доме № 31). Проектом определялись следующие технико-экономические показатели нового универмага: площадь торговых помещений — 5570 м2, складов — 3200 м2, объём — 63,8 тыс. м3, персонал — 500 сотрудников, ежемесячный товарооборот — 8 млн. рублей, количество покупателей ежедневно — около 15 тыс.
Ввод сооружения в эксплуатацию планировался на 1 января 1938 года. К тому времени объект строительства вновь изменил своё ведомственное подчинение, став подразделением Наркомата торговли СССР. Открытие универмага было приурочено к октябрьским праздникам 1938 года.
Главный универмаг Киева был открыт для посетителей 1 мая 1939. Здание было спроектирована в стиле ар-деко. Универмаг имел 7 этажей, высокие потолки, мраморные лестницы, лифт. ЦУМ проработал до начала оккупации 1941 года.
Нововозведённое здание заняло доминантное положение в комплексе застройки довоенного Крещатика учитывая как само местоположение на пересечении двух центральных киевских магистралей, так и благодаря монументально решённой башнеобразной угловой части. Семиэтажное здание имело первоначально симметричную планировочно-пространственную композицию, состоящую из двух поставленных под прямым углом корпусов. Усечённая угловая часть с главным входом создаёт дополнительное пространство для движения на пересечении улиц. Выделенная композиционно угловая часть, возвышенная над обоими корпусами, имеет форму прямоугольной призмы, членённой в вертикальном направлении пилонами и окнами. Она завершена двумя кубовидными объёмами, поставленными боковыми плоскостями под углом к улице. Углы центральной башни изначально имели фонари вертикальной формы, которые придавали эффектное акцентирование общему силуэту сооружения (демонтированы во время реконструкции здания в 1958—1960 годах).
ЦУМ проработал до начала оккупации Киева во время Великой Отечественной войны. Перед самым вступлением фашистских войск в Киев универмаг, как и другие магазины города, был разграблен. В 1941 году Центральный универмаг горел. ЦУМ возобновил работу сразу после освобождения города в 1944 году.
В 1955—1958 годах здание универмага расширили, построив крыло со стороны улицы Крещатик. Проект реализовали архитекторы Гомоляка и Жога. Торговая площадь увеличилась до 9000 м². Универмаг мог обслуживать 170 000 человек в день.
В 1960 году в универмаге были установлены эскалаторы (в то время они были только в метро).
В 60—70-х годах над дизайном витрин ЦУМа работала команда под руководством художника-декоратора Евгения Шереметьева. ЦУМ был местом встречи творческой интеллигенции Киева (художников, скульпторов, архитекторов и режиссеров), среди которых был, в частности, Сергей Параджанов.

## Реконструкция

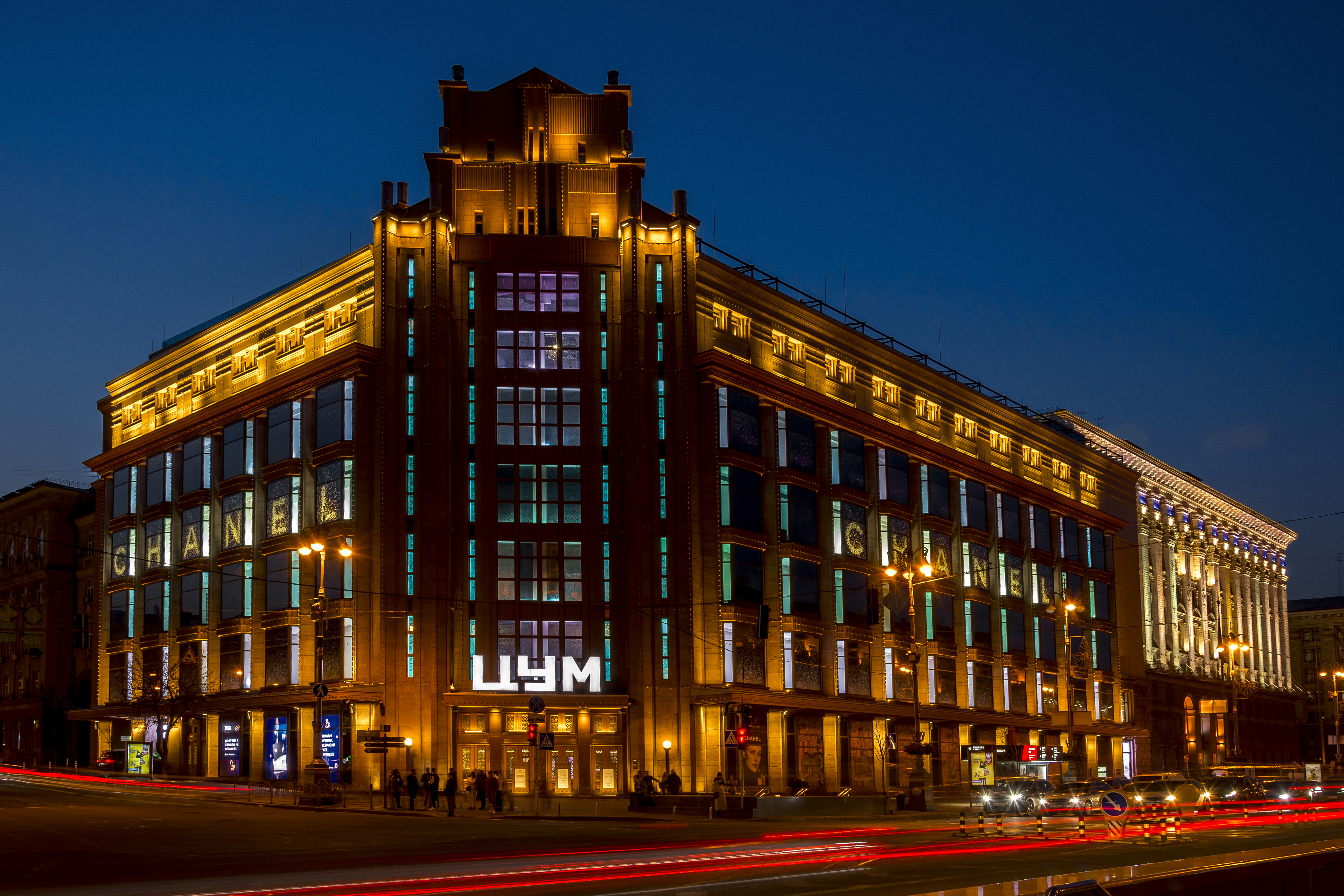
Ночной вид

В 2010 году украинская компания «ЭСТА Холдинг», входящая в принадлежащую Ринату Ахметову инвестиционную группу Систем Кэпитал Менеджмент,  приобрела универмаг и объявила о намерении инвестировать более 100 миллионов долларов в его перестройку. Проект был представлен на градостроительном совете Киева. Была открыта круглосуточная горячая линия, которая предоставляла информационно-справочные данные о процессе реконструкции и принимала предложения от граждан. Также работал сайт, где размещались последние новости о ходе реализации проекта.
1 февраля 2012 года ЦУМ был закрыт на реконструкцию, которая представляла из себя полный демонтаж внутреннего периметра старого здания, за исключением внешних стен, часть из которых позже также были заменены на новые конструкции. Участие в реконструкции приняли более 170 компаний. Бренд ЦУМ разрабатывала немецкая компания Landor, за архитектурные решения отвечала британская компания Benoy. Консультантом проекта был Филипп Де Бовуар, директор старейшего парижского универмага Le Bon Marche. Реконструкция началась с создания двухуровневого паркинга, который углубил здание на 12,8 метров. В процессе реконструкции общая площадь универмага увеличилась почти вдвое: общая — до 45 000 м², торговая — до 23 500 м². Для сохранения фасада было установлено 500 тонн металлических конструкций, которые удерживали его во время демонтажа и строительства основной части универмага. Ежедневно на строительной площадке ЦУМа одновременно работали 188 человек. Обновленный ЦУМ был открыт в декабре 2016 года.

## Современность

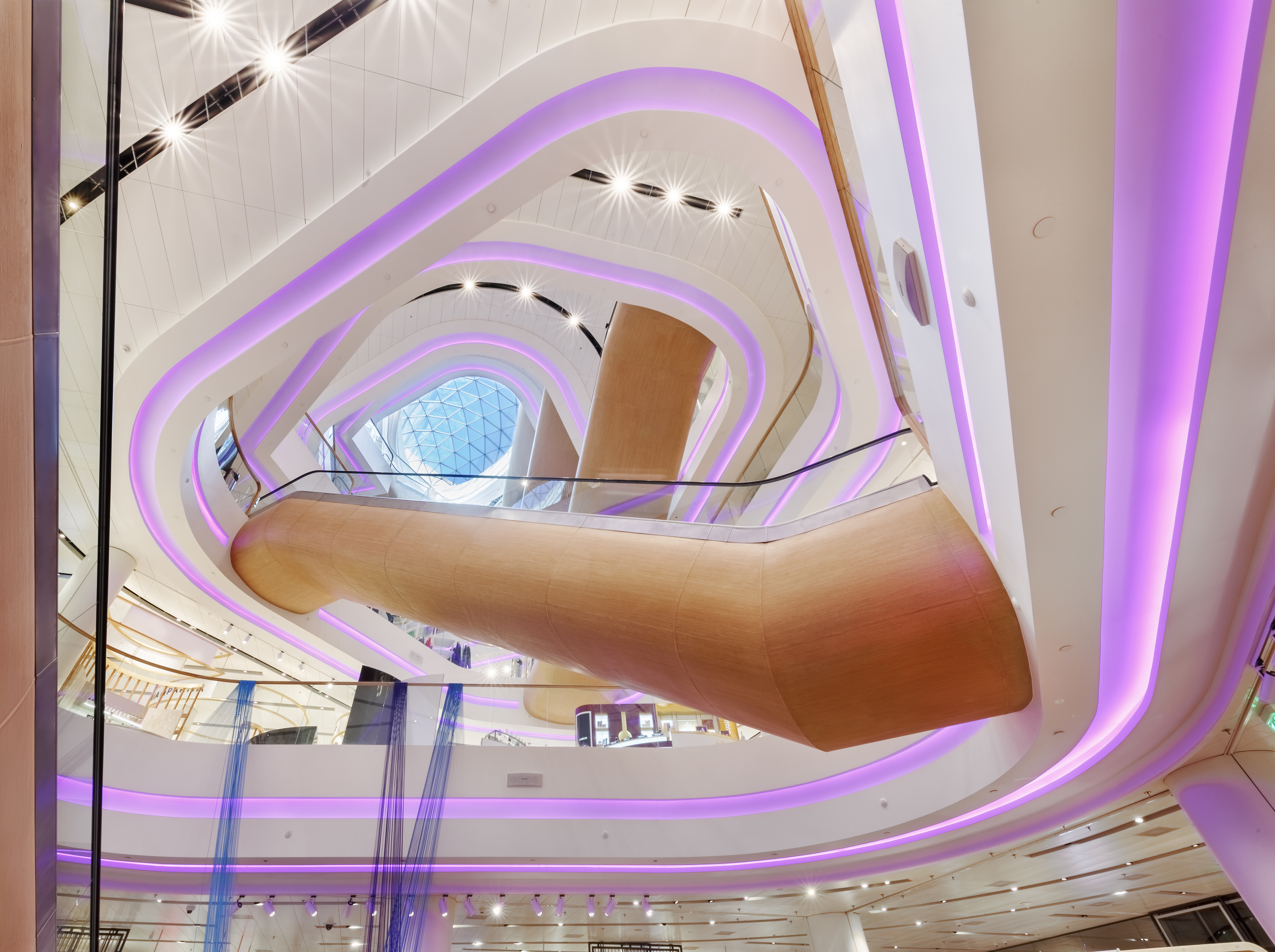
Интерьер современного ЦУМа

Сегодня универмаг является ведущим ритейлером в сферах Fashion, Beauty, Lingerie, Sport, Kidswear&Toys, Home&Gifts, Food&Beverages, Entertainment. На 8-ми этажах ЦУМа представлены женская и мужская одежда, обувь, аксессуары, парфюмерия, декоративная косметика, спортивные, детские товары и товары для дома, фуд-холл с ресторанами и кафе, премиум кинотеатр Multiplex. На 7-м этаже универмага расположен ресторан Milk Bar, который имеет панорамную террасу с видом на Крещатик. Летом на крыше ЦУМа проходят концерты классической и джазовой музыки.
ЦУМ импортирует более 200 всемирно известных брендов, также представлены более 1000 брендов у арендаторов. Среди них Cortigiani, Herno, Lardini, Barba Napoli, Giorgio Armani, JW Anderson, Officine Generale, Versace, Jimmy Choo, Sergio Rossi, Aquazzura, Stuart Weitzman, Marni, Dolce & Gabbana и многие другие.
Киевский универмаг является главным бизнес-партнером украинских дизайнеров. На 3-м этаже размещены товары более 125 украинских брендов, среди которых Frolov, Sleeper, Ksenia Schnaider, Litkovskaya, Ruslan Baginskiy, Anna October, Guzema Fine Jewelry и другие.
В конце 2020 года на пятом этаже запущен проект ЦУМ Home & Gifts Department, в рамках которого представлены книжные издательства Assouline и Taschen, акустика UB+ и Transparent Sound, подарки SELETTI и Black+Blum, настольные игры Hector Saxe Paris, коллекционные скульптуры Be@rbrick.
В апреле 2019 года был запущен интернет-магазин tsum.uа, который работает по всей Украине и развивается как маркетплейс. На платформе представлено более 300 брендов. На 2-м этаже универмага открыто пространство выдачи онлайн-заказов Сlick&Collect.

## Эко-направление
В 2016 году ЦУМ начал сортировать мусор.
С 2018 года ЦУМ работает над сокращением энергопотребления.
В июле 2020 года центральный универмаг стал новым участником Глобального договора ООН на Украине.
В 2020 году была запущена эко-доставка заказов из интернет-магазина tsum.ua на электромобиле BMW i3 (проект вошел в список финалистов конкурса от Глобального договора ООН на Украине — Partnership for Sustainability Award 2020), на паркинге ЦУМа появилась электрозаправка. Было увеличено количество экосознательных брендов.

## Проекты
В 2019 году ЦУМ отпраздновал 80-летие со дня своего открытия. Героями проекта «ЦУМ. СКВОЗЬ ПОКОЛЕНИЯ» стали известные украинские артисты, деятели искусства и предприниматели, которые сделали личный вклад в развитие Украины (15 героев, в частности Народная артистка Украины Ада Роговцева). Была реализована серия событий как развлекательного, так и образовательного форматов: презентация парфюмерной линии Carine Roitfeld Perfumes, знакомство с дизайнером бренда Nanushka Сандрой Сандор, дискуссионная панель с международными модными экспертами. Специальной гостьей была Карин Ройтфельд. Состоялся показ документального фильма «ЦУМ 80», в котором освещалась история универмага. Также команда ЦУМа представила специальное издание «80 лет ЦУМа», где деятели культуры, историки, дизайнеры и представители команды ЦУМ рассказывают о деталях своей работы.
В феврале 2020 году ко Дню всех влюблённых центральный универмаг Киева заменил на фасаде здания вывеску «ЦУМ» на «ЦЬОМ» (уменьшительная форма слова «поцілунок» («поцелуй»)). Проект «ЦЬОМ» вошёл в короткий список трёх категорий Effie Awards Ukraine 2020: сезонный маркетинг, медиа инновация/идея, кампания с краткосрочным эффектом.
Каждый сезон творческая команда ЦУМа работает над оформлением витрин универмага. В 2021 году проект дизайна витрин весна/лето 2020 года «Сила природы» получил награду «Почётный знак» от VMSD на 27-м ежегодном международном конкурсе розничного дизайна International Visual Competition. Проект оформления новогодних витрин «Фабрика Подарков» 2019 получил две премии: приз за лучший новогодний декор на Украине 2019—2020 года от компании Malls Club и MK Illumination, Гран-при (Best in Show) на 26-м международном визуальном конкурсе — VMSD's 2020 International Visual Competition, а также стал главной темой летнего номера VMSD. Весенние витрины «Перерождение» 2019 года, посвящённые 80-летию универмага, были отмечены наградой в этом же конкурсе и получили поощрительную премию Honorable mention. Зимние витрины 2018 года с сюжетом «Калейдоскоп» вошли в короткий список международного конкурса витринистики — VM & DISPLAY AWARDS.
Осенью 2019 были открыты витрины, разработанные совместно с восемью украинскими деятелями искусства, среди которых: Юлия Беляева, Маша Рева, Jolie Poly, Оксана Левченя, Вова Воротнев, художественная группа Pomme de boue и арт-дуэт братьев-близнецов BRATY ART. В том же году были представлены пакеты в сотрудничестве с британским иллюстратором Спиросом Халарисом. В 2020 году над витринами работал Сергей Майдуков. Его авторские рисунки также были размещены на пакетах ЦУМа.

## Архитектура

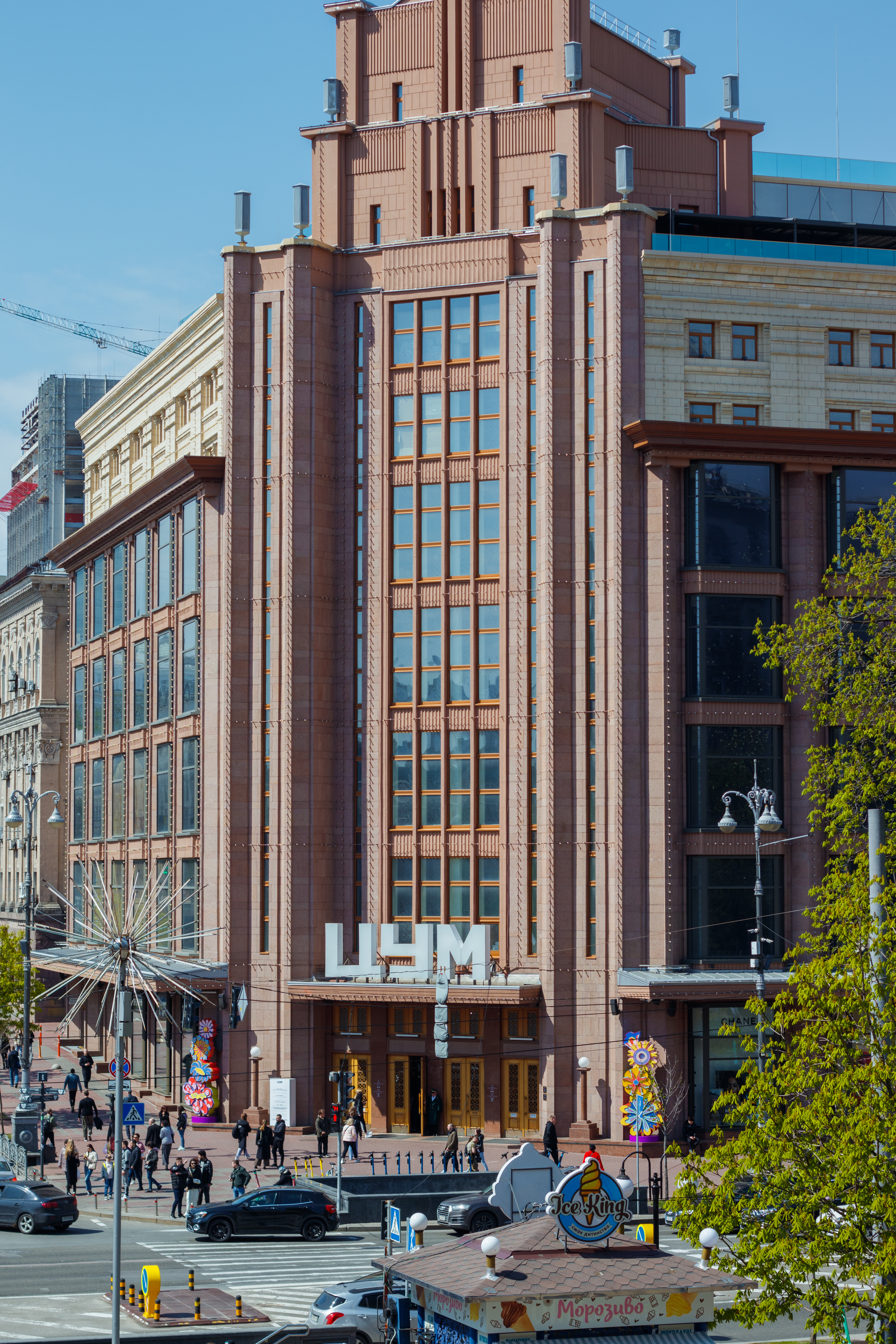
Главный фасад

Конструктивная схема здания состоит из семиярусной двухпролётной железобетонной рамы (6,0 и 12,0 м), имеющей кирпичное заполнение, облицовка — из красного полированного гранита. Оно решено в конструктивистских формах с характерным для них лаконизмом и проявлением конструктивной схемы на фасадах. Боковые корпуса имеют членения на цокольную (первый этаж), основную (второй—пятый этажи) и венечную (шестой—седьмой этажи) части. Фасады расчленены пилонами (стойки рам), стоящими на невысоком цоколе и достигающими шестого этажа, где они заканчиваются развитым профилированным карнизом. Массив в два этажа над карнизом с небольшим квадратным окошком представляет собой антаблемент, которым декорирован подъём односкатной крыши. Пролёты между пилонами заполнены изысканными гранёными окнами-эркерами, удачно связанными с гранёной, оригинального профиля формой пилонов. Главный вход в угловой части состоял из четырёх прямоугольных проёмов с окнами над ними. Первоначальные заполнения были двустворчатые, простой формы, с остеклением центрального поля каждой из створок. Первоначально вход фланкировали два фонаря изысканной формы в виде колонны на массивном пьедестале, увенчанной квадратной в сечении ступенчатой капителью с шарообразным плафоном на ней. Плановая структура универмага отмечалась рационализмом постройки, отражая использованную конструктивную схему. Торговые залы разделены пилонами на неравные пролёты. Кроме главных и боковых лестниц, в здании изначально существовали четыре подъёмника для посетителей. Здесь были предусмотрены дополнительные услуги для покупателей.

## Руководство ЦУМа
- 1943—1944 — Пётр Фёдорович Чапков
- 1945 — Нил Фёдорович Монте
- 1946—1950 — Валентина Ивановна Доронина
- 1951—1959 — Фёдор Терентьевич Зубашич
- 1959—1984 — Николай Андреевич Наливайко
- 1984—2004 — Зинаида Антоновна Лебедь
- 2004—2009 — Светлана Михайловна Литвиненко
- 2009—2016 — Елена Семёнова, Ирина Остапчук и Николай Краснобаев
- 2016—2018 — Брайан Пол Хендли
- 2018— настоящее время — Евгений Сергеевич Мамай